# Oscaecilia osae
Espèce
Statut de conservation UICN

 DD  : Données insuffisantes
Oscaecilia osae est une espèce de gymnophiones de la famille des Caeciliidae.

## Répartition
Cette espèce est endémique du Costa Rica. Elle se rencontre jusqu'à 40 m d'altitude dans la péninsule d'Osa.

## Description
La femelle holotype mesure 382 mm.

## Étymologie
Son nom d'espèce, composé de osa et du suffixe latin -ensis, « qui vit dans, qui habite », lui a été donné en référence au lieu de sa découverte, la péninsule d'Osa.

## Publication originale
- Lahanas & Savage, 1992 : A new species of caecilian from the Península de Osa of Costa Rica. Copeia, vol. 1992, no 3, p. 703-708.